# 王歙
王歙（?—?），南郡秭归（今湖北省兴山县）人，西汉末年新朝政治人物。王襄的孙子，王昭君兄之子，王飒之兄。
汉平帝时，王歙为长水校尉，出使匈奴。王莽取代西汉，封王歙为和亲侯。当时匈奴因为王莽改换匈奴印玺，新朝和匈奴关系恶化，天凤元年（14年），他与其弟展德侯王飒出使匈奴，用黄金缯帛庆贺烏累若鞮單于即位，并将反叛新朝的陈良、终带赎回。天凤五年（18年）王歙奉王莽之命道塞下与王昭君的女儿须卜居次云、当于居次相会，并用兵胁迫须卜当至新朝的都城常安。